# Lista de presidentes do Clube Atlético Mineiro
Esta é uma Lista de Presidentes do Clube Atlético Mineiro.
| Mandato | Presidente                           | Início do mandato | Final do mandato         |
| ------- | ------------------------------------ | ----------------- | ------------------------ |
| 1       | Margival Mendes Leal                 | 1908              | 1910                     |
| 2       | Aleixanor Alves Pereira              | 1911              | 1911                     |
| 3       | Jair Pinto dos Reis                  | 1912              | 1913                     |
| 4       | João Luis Morethzon                  | 1914              | 1914                     |
| 5       | Roberto Xavier Azevedo               | 1915              | 1916                     |
| 6       | Nilo Rosemburg                       | 1917              | 1918                     |
| 7       | Jorge Dias Pena                      | 1918              | 1918 (6 meses)           |
| 8       | Antônio Antunes                      | 1919              | 1919 (6 meses)           |
| 9       | Alvaro Felicíssimo                   | 1919 (6 meses)    | 1920                     |
| 10      | Alfredo Felicíssimo de Paula Furtado | 1921              | 1922                     |
| 11      | Roberto Xavier de Azevedo            | 1923              | 1923                     |
| 12      | Alfredo Furtado                      | 1924              | 1925                     |
| 13      | Leandro Castilho de Moura Costa      | 1926              | 1930                     |
| 14      | Anibal Matos¹                        | 1931              | 1931                     |
| 15      | Afonso Ferreira Paulino              | 1932              | 1932                     |
| 16      | Tomás Naves                          | 1933              | 1938                     |
| 17      | Casildo Quintino dos Santos          | 1939              | 1939                     |
| 18      | Sálvio Noronha                       | 1940              | 1940 (5 meses)           |
| 19      | Hélio Soares de Moura                | 1940 (7 meses)    | 1941 (2 meses)           |
| 20      | Olímpyo Mourão de Miranda            | 1941 (10 meses)   | 1942                     |
| 21      | Alberto Pinheiro                     | 1943              | 1944                     |
| 22      | Edward Nogueira                      | 1945              | 1945                     |
| 23      | Gregoriano Canedo                    | 1946              | 1946 (3 meses)           |
| 24      | Geraldo Vasconcelos                  | 1948              | 1948 (3 meses)           |
| 25      | Osvaldo Silva                        | 1949              | 1949 (6 meses)           |
| 26      | José Cabral                          | 1950              | 1951                     |
| 27      | José Francisco de Paula Júnior       | 1952              | 1953                     |
| 28      | Mário de Andrade Gomes               | 1954              | 1955                     |
| 29      | José Francisco de Paula Júnior       | 1956              | 1957                     |
| 30      | Nelson Campos                        | 1958              | 1959                     |
| 31      | Antônio Álvares da Silva             | 1960              | 1960                     |
| 32      | Edgard Neves                         | 1961              | 1961                     |
| 33      | Fábio Fonseca e Silva                | 1962              | 1963                     |
| 34      | José Ramos Filho                     | 1964              | 1964 (4 meses)           |
| 35      | Lauro Pires de Carvalho              | 1964              | 1964 (8 meses)           |
| 36      | Eduardo Catão Magalhães Pinto        | 1965              | 1967 (8 meses)           |
| 37      | Fábio Fonseca e Silva                | 1967              | 1967 (4 meses)           |
| 38      | Carlos Alberto de Vasconcelos Naves  | 1968              | 1969                     |
| 39      | Nelson Campos                        | 1970              | 1973 (6 meses)           |
| 40      | Rubens Silveira                      | 1973              | 1973 (6 meses)           |
| 41      | Nelson Campos                        | 1974              | 1975                     |
| 42      | Walmir Pereira da Silva              | 1976              | 1979                     |
| 43      | Elias Kalil                          | 1980              | 1985                     |
| 44      | Marum Patrus de Souza¹               | 1986              | 1986                     |
| 45      | Nelson Campos                        | 1987              | 1988                     |
| 46      | Afonso Araújo Paulino                | 1989              | 1994                     |
| 47      | Paulo Cury                           | 1995              | 1998                     |
| 48      | Geraldo Vieira da Silva              | 1998              | 1998                     |
| 49      | Nélio Brant                          | 1999              | 2001                     |
| 50      | Ricardo Guimarães                    | 2001              | 2006                     |
| 51      | Ziza Valadares                       | 2007              | 2008 (8 meses e 18 dias) |
| 52      | Alexandre Kalil                      | 2008              | 2014                     |
| 53      | Daniel Nepomuceno                    | 2015              | 2017                     |
| 54      | Sérgio Sette Câmara                  | 2017              | 2020                     |
| 55      | Sérgio Coelho                        | 2021              | -                        |

- ¹ Aníbal Matos e Marum Patrus estiveram interinamente por curto tempo.